# دیک تایگر
دیک تایگر (انگلیسی: Dick Tiger; ۱۴ اوت ۱۹۲۹ – ۱۴ دسامبر ۱۹۷۱) بوکسور اهل نیجریه بود.